# 硬秆鹅观草
硬秆鹅观草（学名：Roegneria rigidula）为禾本科鹅观草属下的一个种。

## 扩展阅读
- 維基物種上的相關：硬秆鹅观草